# Zolakar
Zolakar – wieś w Armenii, w prowincji Gegharkunik. W 2011 roku liczyła 6381 mieszkańców.